# Szezon (film)
A Szezon 2004-ben bemutatott, Török Ferenc rendezte magyar filmszatíra. Karcagon, Budapesten és Balatonaligán forgatták 2003 nyarán.

## Történet
2003 nyarán három huszonéves fiatal – Guli, Virág és Nyéki Peti – tengődik Karcagon, a kelet-magyarországi kisvárosban. Néhány éve végeztek Debrecenben, most a Flash nevű diszkóban dolgoznak pultosként. A történet főszereplője Guli, nehezen találja helyét a sivár kisvárosi közegben. Miután Gulit kirúgják a diszkóból, az alföldi fiúk nekivágnak az országnak. Csupán egy dolog fontos nekik: történjen már valami. Csakhogy fogalmuk sincs arról, hogy mi ez a valami, aminek történnie kellene. Elindulnak a Balatonra, hátha ott megtalálják, amit keresnek. A filmet Karcag mellett Balatonaligán, a közelmúltban lebontott egykori MSZMP pártüdülő épületeiben forgatták.

## Szereplők
- Nagy Zsolt – Guli
- Nagy Ervin – Virág Gyula
- Kokics Péter – Nyéki Peti
- Rezes Judit – Timi
- Hámori Gabriella – Andi
- Csuja Imre – Lestyán Endre
- Takátsy Péter – Imi
- Géczi Zoltán – Milán
- Szirtes Ági – Guli anyja
- Vajdai Vilmos – DJ
- Hegedűs D. Géza – Pál
- Mundruczó Kornél – Kameraman
- Kerekes Éva – Mariann
- Sinkó László – Feri bá'
- Anger Zsolt – Szabó Zsolti
- Kútvölgyi Erzsébet – Ibi néni
- Thuróczy Szabolcs – Főnök
- Bolyki László – Vinya
- Péterfy Bori – Menyasszony
- Balla Eszter – Miri
- Elek Ferenc – Géza
- Egri Kati – Aranka
- Botos Éva – Jázmin
- Keszég László – Ernő

## Nézettség
A nézettségi adatok szerint 78 683 jegyet adtak el rá.

## Díjak
- 35. Magyar Filmszemle (2004)
  - díj: Legjobb férfi mellékszereplő – Nagy Ervin
  - díj: Közönség díj – Török Ferenc